# Powiat oleśnicki
Powiat oleśnicki är ett administrativt distrikt (powiat) i sydvästra Polen, beläget i östra delen av Nedre Schlesiens vojvodskap. Huvudort och största stad i distriktet är Oleśnica. Distriktets totala befolkning uppgick 2010 till 104 209 invånare.

## Administrativ kommunindelning
Powiatet indelas i sammanlagt åtta kommuner, varav en är stadskommun, fyra är kombinerade stads- och landskommuner och tre är landskommuner.
| Stadskommun - Oleśnicas stad Stads- och landskommuner - Bierutów - Międzybórz - Syców - Twardogóra Landskommuner - Dobroszyce - Dziadowa Kłoda - Gmina Oleśnica, Oleśnicas landskommun | Kommunindelning |